# Ceropachylus singularis
Espèce
Synonymes
- Allelochirus singularis Mello-Leitão, 1942

Ceropachylus singularis est une espèce d'opilions laniatores de la famille des Ampycidae.

## Distribution
Cette espèce est endémique de la province du Guayas en Équateur. Elle se rencontre vers San Francisco de Milagro.

## Description
Le mâle syntype mesure 5,8 mm et la femelle syntype 5,6 mm.

## Systématique et taxinomie
Cette espèce a été décrite sous le protonyme Allelochirus singularis par Mello-Leitão en 1942. Elle est placée dans le genre Ceropachylus par Kury en 2003.

## Publication originale
- Mello-Leitão, 1942 : « Oito novos Laniatores do Equador. » Anais da Academia Brasileira de Ciências, vol. 14, p. 315–325.